# Малихін Анатолій Миколайович
Анатолій Миколайович Малихін (24 квітня 1938 — 25 квітня 1994) — український радянський діяч, голова виконавчого комітету Одеської міської ради народних депутатів. Депутат Верховної Ради УРСР 10-го скликання.

## Біографія
Освіта вища. Закінчив Харківський політехнічний інститут імені Леніна.
У 1960—1970 роках — майстер, старший майстер, начальник цеху кабельного зв'язку Бердянського заводу «Азовкабель» Запорізької області.
Член КПРС з 1965 року.
У 1970—1977 роках — інженер-енергетик, головний інженер, директор Одеського кабельного заводу («Одескабель»).
У червні 1977 — 18 березня 1983 року — голова виконавчого комітету Одеської міської ради народних депутатів.
З 1989 року працював завідувачем науково-дослідної лабораторії заводу «Одескабель» в Одесі.

## Нагороди
- ордени
- медалі